# Pixel 4
Les Pixel 4 et Pixel 4 XL sont des smartphones Android de la gamme Google Pixel, successeurs des Pixel 3 et Pixel 3 XL.

## Histoire
Le design des Pixel 4 est divulgué en ligne le 10 juin 2019 et  confirmé via Twitter deux jours plus tard. Google presente officiellement les deux smartphones le 15 octobre 2019 lors de l'événement Made by Google à New York pour un début de commercialisation le 24 octobre 2019.
Aux États-Unis, le Pixel 4 est le premier téléphone Pixel à être mis en vente par tous les principaux opérateurs de téléphonie mobile lors de son lancement. Les précédents modèles Pixel phares avaient été lancés en exclusivité pour Verizon et Google Fi ; le Pixel 3a milieu de gamme était également disponible chez Sprint et T-Mobile, mais pas chez AT&T, à son lancement. Comme pour toutes les autres versions de Pixel, Google propose des versions américaines non verrouillées sur son site Web.

## Caractéristiques techniques

### Design
Les Pixel 4 et 4 XL sont construits avec un cadre en aluminium et Gorilla Glass 5. Les appareils sont disponibles dans les couleurs Just Black, Clearly White et Oh So Orange, les modèles blanc et orange ayant une finition en verre mat, "soft touch", et le modèle noir ayant une finition brillante.
Le connecteur USB-C en bas de l'appareil est utilisé pour la charge et la sortie audio, bien que ni les écouteurs USB-C ni un adaptateur USB-C vers jack 3,5 mm ne soient inclus dans la boîte. Aucun des deux modèles ne comporte de lecteur d'empreintes digitales : la reconnaissance faciale (à l'aide d'un projecteur de points, d'émetteurs infrarouges et de caméras situées sur le dessus de l'appareil) est la seule méthode d'authentification biométrique offerte par le Pixel 4.
Les deux modèles utilisent le système sur puce Qualcomm Snapdragon 855 (composé de huit cœurs CPU Kryo 485, d'un GPU Adreno 640 et d'un DSP Hexagon 690), avec 6 Go de RAM LPDDR4X. Les modèles sont disponibles avec 64 ou 128 Go de stockage non extensible. Un accumulateur lithium-ion de 2 800 mAh ou de 3 700 mAh alimente respectivement le Pixel 4 et le Pixel 4 XL. Les deux sont capables de charger rapidement jusqu'à 18 W, et supportent la charge sans fil Qi. Comme leurs prédécesseurs, les téléphones ont un indice de protection de l'eau IP68 selon la norme CEI 60529.
Le Pixel 4 dispose d'un écran OLED avec support HDR, qui fonctionne à une fréquence de rafraîchissement allant jusqu'à 90 Hz (la fréquence de rafraîchissement s'ajuste dynamiquement en fonction du contenu pour préserver l'autonomie de la batterie). Les deux modèles utilisent un format 19:9 plus large, le Pixel 4 utilisant un panneau 1080p de 14,5 cm (5,7 in) et le 4 XL utilisant un panneau 1440p de 16 cm (6,3 in). Contrairement au Pixel 3 XL, le Pixel 4 XL n'a pas d'« encoche » en haut de l'écran.
Le Pixel 4 comprend deux caméras orientées vers l'arrière situes dans un module carré surélevé. Il abrite un objectif large de 28 mm 77° d'un ouverture f/1,7 avec un capteur de 12,2 mégapixels et un deuxième téléobjectif 48 mm f/2,4 avec un capteur de 16 mégapixels. Il peut enregistrer des vidéos à une définition de 4K, mais ne peut le faire qu'à 30 ips alors que la plupart des concurrents supportent 60 ips. Dans un tweet, Google a déclaré : « Nous constatons que la majorité des utilisateurs s'en tient à 1080p, donc nous concentrons notre énergie sur l'amélioration de notre qualité dans ce mode, au lieu de permettre un mode 4k 60fps qui pourrait utiliser jusqu'à un demi gigaoctet de stockage par minute. » Google affirme que le Pixel 4 peut capturer un zoom 8x avec une qualité quasi optique. Ils sont accompagnés par Google Caméra 7.1 avec des améliorations logicielles, dont Live HDR+ avec double contrôle de l'exposition, le mode Night Sight avec astrophotographie amélioré et le mode Portrait amélioré avec Bokeh plus réaliste. Il comprend une seule caméra ultra-large (90°) orientée vers l'avant, contrairement au Pixel 3 qui comprend des caméras ultra-larges (97°) et larges (75°) orientées vers l'avant.

### Motion Sense
Le Pixel 4 marque l'introduction du Motion Sense, un système de reconnaissance gestuelle basé sur un radar. Il est basé sur la technologie Project Soli développée par Google ATAP comme alternative aux systèmes basés sur la lumière comme l'infrarouge. Motion Sense peut être utilisé pour détecter la proximité d'un utilisateur par rapport à l'appareil afin d'activer l'affichage en permanence ou d'allumer l'écran, et pour agiter des gestes qui peuvent être utilisés dans les applications prises en charge (comme sauter des pistes dans le lecteur de musique, et une application démo interactive Pokémon).
En raison de l'utilisation de bandes de fréquences de 60 GHz, Google a dû obtenir une approbation réglementaire spécifique pour le système radar dans tous les pays où le Pixel 4 est vendu. En tant que telle, la fonction est géobloquée si l'appareil est détecté comme se trouvant dans un pays non pris en charge. Lors du lancement, Google a déclaré que la prise en charge de cette fonctionnalité était actuellement limitée à l'Australie, au Canada, à la « plupart des pays européens », à Singapour, à Taïwan et aux États-Unis, mais que le Japon était « bientôt ». Google a déclaré qu'elle n'avait pas l'intention de vendre le Pixel 4 en Inde, la société ayant officiellement déclaré sa préférence pour continuer à commercialiser le Pixel 3a dans la région ; les médias ont noté que l'utilisation civile de la fréquence 60 GHz est interdite en Inde, contrairement aux États-Unis et dans certains autres pays où le spectre est considéré sans licence.

## Liens Externes
- Pixel phone hardware tech specs : spécifications officielles par Google.